# Bahriyat (inslagkrater)
Bahriyat is een inslagkrater op de planeet Venus. Bahriyat werd in 1997 genoemd naar Bahriyat, een Koemukse meisjesnaam.
De krater heeft een diameter van 5 kilometer en bevindt zich naast inslagkrater Lind in het uiterste zuidoosten van het quadrangle Lakshmi Planum (V-7).